# Dahira rubescens
Dahira rubescens är en fjärilsart som beskrevs av Butler 1889. Dahira rubescens ingår i släktet Dahira och familjen svärmare. Inga underarter finns listade i Catalogue of Life.